# 红网牛肝菌
红网牛肝菌亦名褐黄牛肝菌，俗称见手青、摸青菰等，是牛肝菌属的一种真菌，分布在欧洲和北美洲东部的落叶林地。该真菌通常在夏天和秋天出现。伞盖为橄榄褐色，伞柄为红色网状，和别的牛肝菌一样，在切开后变成蓝色。不当食用会导致胃肠不适，甚至出現幻覺。该品种很容易与有毒的细网牛肝菌（Boletus satanas）相混淆，后者的伞盖为浅色。

## 分类
红网牛肝菌由德国生物学家雅各布·克里斯汀·谢弗（Jacob Christian Schaeffer）于1774年描述，至今仍使用最初的名称。

## 化学成分

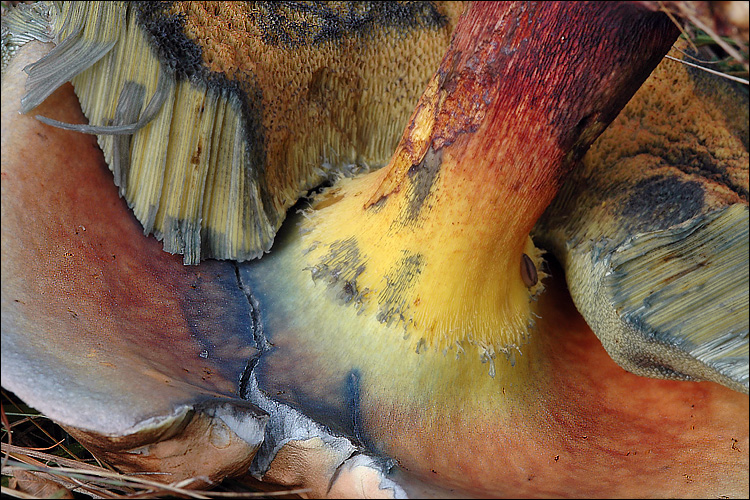
菌盖、菌管和菌柄的颜色来自于类胡萝卜素，而组织损伤时变成蓝色则来自于杂色酸和绒盖牛肝菌酸

红网牛肝菌的挥发性组分主要是亚油酸，并也含有较少的的正丁醇、異戊醇、十五酸, 棕櫚酸、亚油酸甲酯和十七酸。吡嗪类化合物可能是干蘑菇产生特殊气味的原因。菌体主要的固醇为麦角固醇，还包含少量的衍生物。红网牛肝菌的主要脂肪酸为亚油酸（占比53.4%）、油酸（24.1%）和棕榈酸（10.2%）。精氨酸是浓度最高的游离氨基酸（96.9 μM/g干重），其次是谷氨酰胺（9.7%）和丙氨酸（8.2%）。
菌体的菌盖、tube和茎的類胡蘿蔔素含量差别很大。菌盖上部含有3.1 μg/g鲜重的類胡蘿蔔素，主要为β-胡萝卜素氧化物（占47%）、α-胡萝卜素-4-酮（40.2%）和δ-胡萝卜素（6.4%）；tube中的主要类胡萝卜素（4.3 μg/g）主要为链孢霉黄素（31.1%）、金黄质（17.2%）、α-胡萝卜素-4-酮（17.1%）以及玫红品（15.8%）；根（1.2 μg/g）则主要包含金黄质（32.5%）、α-胡萝卜素-4-酮（19.9%）、β-玉米胡萝卜素（18.5%）和玫红品（11.4%）。组织损伤时观察到的颜色变化是由杂色乳牛肝菌酸和绒盖牛肝菌酸引起的，这两种酸在酶的作用下会被空气氧化而显蓝色。